# The World We Live In
The World We Live In este al șaptesprezecelea single al formației americane de rock alternativ The Killers, și face parte de pe cel de-al treilea album de studio, Day & Age. În Europa (inclusiv în Marea Britanie) și în Australia, melodia a fost lansată pe 18 mai 2009 drept cel de-al treilea single de pe album (în America de Nord cel de-al treilea single va fi „A Dustland Fairytale”).
Coperta single-ului îl reprezintă pe toboșarul Ronnie Vannucci Jr., și este unul dintre cele patru portrete efectuate de Paul Normansell pentru albumul Day & Age.

## Lista melodiilor

### UK 7" Picture Disc
1. „The World We Live In” - 4:40
2. „Joy Ride - Night Version” - 7:16

## Despre videoclip
Videoclipul a fost filmat în Canada, în aer liber. Membrii formației sunt arătați plimbându-se prin zăpadă, prin pădure, în jurul unei cabane și printr-un fel de labirint de piatră. Sunt intercalate și cadre cu animale și cu o apă curgătoare înconjurată de gheață.
A fost difuzat pentru prima oară pe MTV2 pe data de 15 mai 2009.

## Poziții în topuri
- 119 (UK Singles Chart)